# الشركة اليمنية للغاز الطبيعي المسال

شعار الشركة اليمنية للغاز الطبيعي المسال

الشركة اليمنية للغاز الطبيعي المسال YLNG أو Yemen LNG - شركة متخصصة في مجال إسالة الغاز الطبيعي في اليمن وإعادة تسويقه. للشركة موقع إداري رئيسي في العاصمة اليمنية صنعاء بينما تعتبر منطقة بلحاف بين شبوة والمكلا (48.1802°شرقا 13.9854°شمالا) هي المركز الرئيسي لاستقبال ومعالجة الغاز. كانت بدايات المشروع أبحاث ودراسات في التسعينات ودخلت حيز التنفيذ عام 2004 كما بدأ أول إنتاج لها مع أوائل نوفمبر 2009.

## خلفية عامة
بدأ مشروع الغاز الطبيعي المسال في اليمن كدراسات أولية ثم عمليات مسح لمواقع محتملة للإنشاء عام 1995 م كانت نتيجتها وقوع الاختيار على موقع بلحاف الواقعة على بعد 150 كم من مدينة عتق عاصمة شبوة وعلى بعد 200 كم من المكلا عاصمة حضرموت وذلك لتميزها بساحل هادئ الأمواج نسبيا بالإضافة لأسباب أخرى. ومع العام 2004 بدأت الخطوات العملية في حفر ومد خط أنابيب رئيسي من القطاع 18 بمأرب، إلى منطقة بلحاف لمسافة طولها حوالي 320 كم وبقطر حوالي 1 متر (38 إنش). وفي أغسطس من العام 2005م وقَّعت الشركة اليمنية للغاز الطبيعي المسال على عقود بيع طويلة الأجل (تمتد لعشرين سنة) مع ثلاثة من كبريات الشركات العالمية وهي شركة سويس للغاز الطبيعي المسال ومؤسسة الغاز الكورية الجنوبية(كوغاز)، وشركة توتال للغاز والطاقة المحدودة كما قامت باستئجار أربع ناقلات عملاقة لمدة عشرين عاماً لنقل الغاز الطبيعي المسال إلى الولايات المتحدة الأمريكية والمكسيك وفقاً لعقود البيع الموقّعة مع شركة توتال. بلغت تكلفة المشروع حوالي 4 مليارات دولار أمريكي وعملت على إنشائه عدة شركات مقاولة من الباطن مثل يم جاز,
يهدف المشروع إلى إنتاج ما يقارب 6.7 مليون طن متري سنويا من الغاز المسال بدءا بدفعه عبر أنابيب الخط الرئيسي من مأرب حتى بلحاف. هناك تتم معالجته بإزالة المياه، الزيوت وأي غازات ثقيلة لتجنب وقوع انسداد عند مروره في أنابيب التبريد بسبب التجمد. بعدها تتم عملية التبريد على مراحل حتى الانتهاء بالصورة السائلة للغاز عند 1 ضغط جوي ودرجة حرارة 162 مئوية تحت الصفر. يخزن الغاز المسال في خزانين سعة كل منهما حوالي 140.000 متر3 وتسويقه عبر ناقلات بحرية.
التزمت الشركة للحكومة اليمنية بمشروع اليمننة وهو برنامج تأهيل وتوظيف كوادر يمنية بحيث تصبح قادرة على إحلال الكادر الأجنبي فيما بعد. بدأ البرنامج بتوظيف عددا كبيرامن الكوادر المحلية في المجالات الإدارية، البحرية, والفنية وإنشاء مركز تدريب تقني شبه متكامل في مجال الغاز المسال كما عمدت إلى إرسال المتدربين إلى بلدان أجنبية للتطبيق العملي في مواقع مماثلة في كل من مصر، إندونيسيا، عمان, وسوريا. من المتوقع ان تصل إيرادات اليمن من المشروع بحدود 30 إلى 50 مليار دولار أمريكي  على مدى فترة المشروع.
من الناحية البيئية التزمت الشركة أيضا بمعايير السلامة والحفاظ على البيئة منذ إنشاء المشروع وذلك بتوفير محميات بحرية للشعب المرجانية والأسماك بالإضافة إلى الحفاظ على الآثار والمعالم التاريخية ودعم التنقيب عنها بالقرب من الموقع وكذلك المحافظة على البيئة والالتزام بالحد من ظاهرة الانحباس الحراري. تقوم الشركة حاليا بتوفير بعض الخدمات والبرامج بغرض توعية وتثقيف السكان المحليين وتوثيق الصلة بين الشركة والمجتمع اليمني كدعم المدارس وتوفير بعض المنح الدراسية للخارج.

## المساهمون
تتألف الشركة من مجموعة 7 شركات ومؤسسات مساهمة هي:
- شركة توتال (39.62%) وهي الشركة المديرة للمشروع.
- شركة هنت  للنفط (17.22%)
- الشركة اليمنية للغاز (16.73%)
- مؤسسة إس كيه الكورية الجنوبية (9.55%)
- المؤسسة الكورية للغاز (6.00%)
- شركة هيونداي (5.88%)
- الهيئة العامة للتأمينات الاجتماعية والمعاشات (5.00%)

## الانتقادات
تتعرض الشركة لانتقادات حادة من قبل كثير من ذوي الخبرات في مجال الغاز لبيعها الغاز بسعر بخس، حيث تخسر اليمن ما يربو على مليار دولار سنويا بسبب ذلك. لذلك تم إنشاء منظمة خاصة تقوم بالبحث في الموضوع ومحاسبة المتسببين في ذلك.

## وصلات داخلية
- شركة توتال
- شركة هنت للنفط
- موانئ الغاز المسال

## وصلات خارجية
- الشركة اليمنية للغاز الطبيعي المسال